# ウブルハンガイ県
ウブルハンガイ県（ウブルハンガイけん、モンゴル語: Өвөрхангай、ᠦᠪᠦᠷᠬᠠᠩᠭᠠᠢ　転写:Övörhangay）は、モンゴル国の県（アイマク）のひとつ。県名は「南ハンガイ」を意味する。県庁所在地はアルバイヘール。面積は約6万2890平方㌔。人口は およそ11万3900人。

## 歴史・沿革
モンゴル帝国の首都は、アイマクの北西部のカラコルムにあった。

## 地理・自然
モンゴル国の中央部に位置する。ウブルハンガイ県の北西部はモンゴル中央部から続くハンガイ山脈が占めており、その南に広がる。主要河川はオンギ川。

## 大学
- モンゴル科学技術大学ウブルハンガイ校

## 行政区分 郡(ソム)
- アルワンヘール郡(Арвайхээр)
- バローンバヤン-オラーン郡(Баруунбаян-Улаан)
- バト-オルズィー郡(Бат-Өлзий)
- バヤン-ウンドゥル郡(Баян-Өндөр)
- バヤンゴル郡(Баянгол)
- ボグド郡(Богд)
- ブレド郡(Бүрд)
- ゴチン-オス郡(Гучин-Ус)
- エスォンズイル郡(Есөнзүйл)
- ズーンバヤン-オラーン郡(Зүүнбаян-Улаан)
- ナリーンテール郡(Нарийнтээл)
- オルズィート郡(Өлзийт)
- サント郡(Сант)
- タラグト郡(Тарагт)
- トグログ郡(Төгрөг)
- オヤンガ郡(Уянга)
- ハイルハンドラーン郡(Хайрхандулаан)
- ハルホリン郡(Хархорин)
- ホジルト郡(Хужирт)

## 寺院・観光地
- エルデネ・ゾー：16世紀に建造されたモンゴル最古の寺院遺跡。
- シャンフ・ヒードShankh Monastery[3]：1647年にザナバザルによって開かれたモンゴルでも古いチベット仏教寺院。
- トゥブフン寺：アルハンガイ県の境界線にある。1651年にザナバザルによって開かれたモンゴルでも古いチベット仏教寺院。(建物は1992年に復元)
- オラーン・ツトガラン滝：オルホン河に注ぐ川にある滝で、観光地である。
- ホジルト温泉：国営のサナトリウムなどが設けられ、治療用温泉として有名。

## 参考
- ウブルハンガイ県（県の紹介シリーズ 6）